# Vitaliy Buyalskyi
Vitaliy Kazymyrovych Buyalskyi (en ukrainien : Віталій Казимирович Буяльський), né le 6 janvier 1993 à Kalynivka en Ukraine, est un footballeur international ukrainien évoluant au poste de milieu de terrain au Dynamo Kiev.

## Biographie

### Dynamo Kiev (depuis 2010)
Formé au Dynamo Kiev, il fait ses débuts en Coupe d'Ukraine, en septembre 2011, face au Kremin Krementchouk.
Il est prêté en 2013-2014 à l'Hoverla Oujhorod.
En 2015, il atteint avec le Dynamo les quarts de finale de la Ligue Europa. Son équipe s'incline face au club italien de la Fiorentina.
Lors de la saison 2015-2016, il atteint les huitièmes de finales de la Ligue des champions avec le Dynamo. Il se met en évidence en marquant deux buts, tout d'abord en phase de groupe lors de la réception du FC Porto, puis lors du huitième de finale aller, lors de la réception du club anglais de Manchester City.
Le 3 août 2019, il se met en évidence en étant l'auteur d'un doublé en championnat, sur la pelouse du FK Lviv. Son équipe l'emporte 0-3 à l'extérieur. Le 7 juin 2020, il inscrit un second doublé en championnat, lors de la réception du FK Oleksandria (victoire 5-1).

### En sélection
Avec les moins de 18 ans, il s'illustre en étant l'auteur d'un doublé contre la Russie, le 9 janvier 2011.
Avec les moins de 20 ans, il se met de nouveau en évidence en marquant encore un doublé, contre la Turquie, le 10 septembre 2012.
Le 5 septembre 2016, il figure pour la première fois sur le banc des remplaçants de l'équipe nationale A, mais sans entrer en jeu, lors d'une rencontre face à l'Islande. Ce match nul (1-1) rentre dans le cadre des éliminatoires du mondial 2018. Il fait finalement ses débuts avec la sélection ukrainienne le 6 octobre 2017, contre le Kosovo, lors des éliminatoires de la Coupe du monde 2018, où il joue seulement deux minutes (victoire 0-2).

## Palmarès
Dynamo Kiev
| - Championnat d'Ukraine (1) : - Champion : 2014-15, 2015-16 et 2020-21. - Vice-champion : 2016-17, 2017-18, 2018-19 et 2019-20. - Coupe d'Ukraine (2) : - Vainqueur : 2019-20 et 2020-21. |  | - Supercoupe d'Ukraine (1) : - Vainqueur : 2020. - Finaliste : 2017. |